# Ярское (Новосибирская область)
Ярское — село в Новосибирском районе Новосибирской области России. Входит в состав Плотниковского сельсовета.

## География
Площадь села — 5 гектаров.

## Население
| 2002 | 2007 | 2010 |
| ---- | ---- | ---- |
| 6    | ↘2   | →2   |

## Инфраструктура
В селе по данным на 2007 год отсутствует социальная инфраструктура.